# Kisvárda FC
Maillots
Actualités
Le Kisvárda FC est un club de football hongrois basé à Kisvárda.

## Historique
- 1911 : fondation du club sous le nom de Kisvárdai Sport Egyesület
- 1971 : refondation du club
- 2013 : le club est renommé Kisvárda-Master Good FC
- 2018 : promotion en 1er division

## Bilan sportif

### Palmarès
- Championnat de Hongrie  :
  - Vice-champion : 2021-22.
- Championnat de Hongrie de deuxième division  :
  - Vice-champion : 2017-18.

### Bilan européen
Note : dans les résultats ci-dessous, le score du club est toujours donné en premier
| Saison    | Compétition             | Tour             | Club          | Domicile | Extérieur | Total |
| --------- | ----------------------- | ---------------- | ------------- | -------- | --------- | ----- |
| 2022-2023 | Ligue Europa Conférence | Deuxième tour Q  | Kaïrat Almaty | 1 - 0    | 1 - 0     | 2 - 0 |
| 2022-2023 | Ligue Europa Conférence | Troisième tour Q | Molde FK      | 2 - 1    | 0 - 3     | 2 - 4 |

Légende
- Victoire ou qualification pour le tour suivant.
- Match nul.
- Défaite ou élimination de la compétition.